# منتخب سلوفاكيا تحت 19 سنة لكرة السلة للسيدات
منتخب سلوفاكيا تحت 19 سنة لكرة السلة للسيدات هو ممثل سلوفاكيا الرسمي في المنافسات الدولية في كرة السلة للسيدات .